# Patrick Tracy Burris

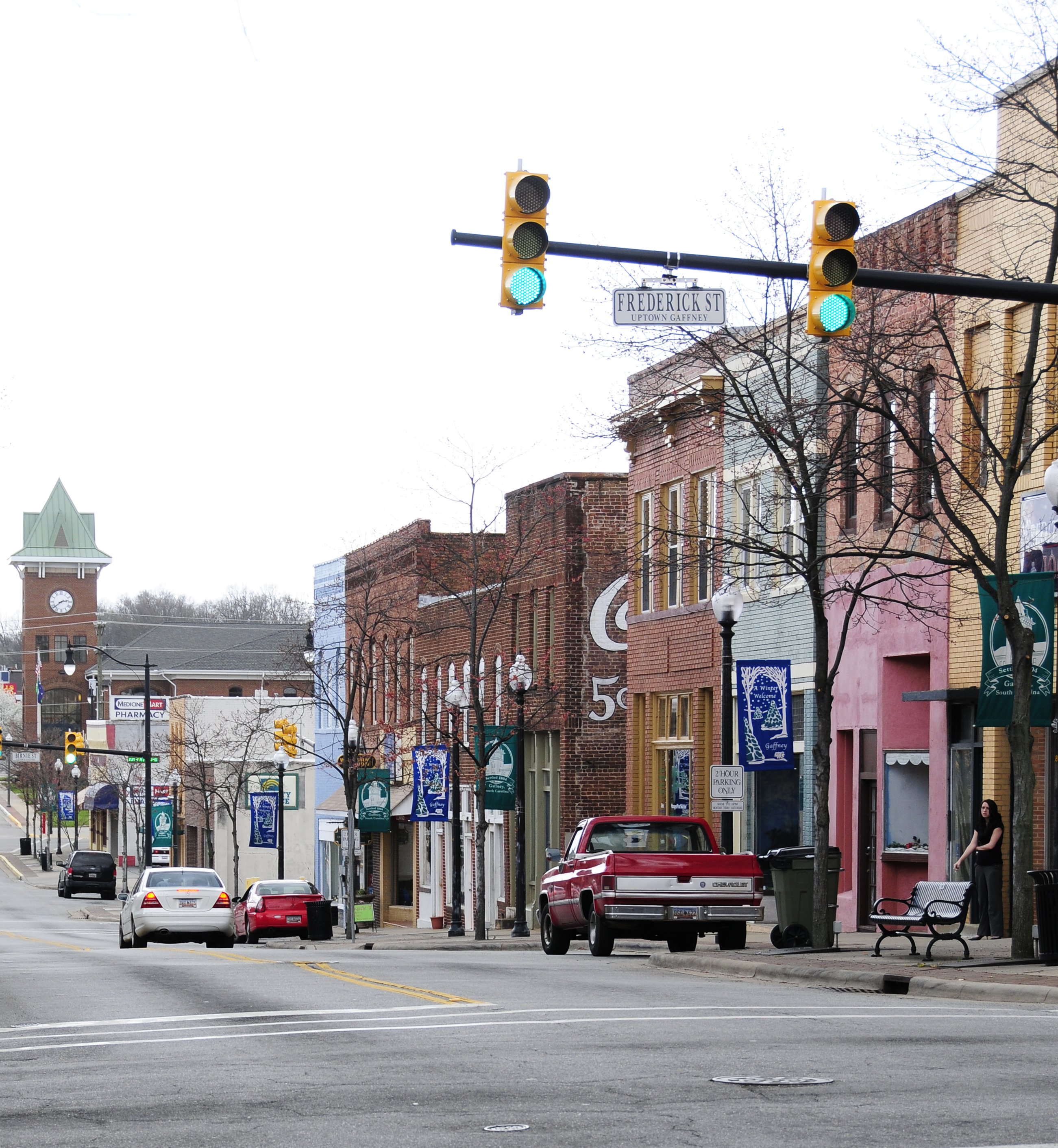
Gaffney, a cidade onde Burris matou cinco pessoas

Patrick Tracy Burris (Maryland, 8 de agosto de 1967 — Carolina do Norte, 6 de julho de 2009) foi um spreed killer dos Estados Unidos que matou, a tiros, cinco (5) pessoas na cidade de Gaffney em julho de 2009.
Ele foi morto num confronto policial dias depois dos crimes.

## Os crimes
Segundo o website especializado Murderpedia,  a polícia conhecia Burris como "reincidente". Sua ficha criminal tinha mais de 25 páginas, com casos em cinco estados, incluindo crimes de roubo. Meses antes dos assassinatos, em abril de 2009, ele havia sido solto, em liberdade condicional, após cumprir oito anos de prisão.
Entre 27 de junho e 2 de julho, num período de seis dias, Burris matou cinco pessoas na pequena cidade de Gaffney, deixando a população aterrorizada.  A polícia chegou a espalhar cartazes em toda região oferecendo uma recompensa a quem desse informações sobre o assassino.

### Vítimas
27 de junho de 2009: Kline Cash, 63 anos, agricultor de pêssegos. Foi morto em sua casa, na sala de estar, após, segundo sua esposa, ter conversado com o assassino normalmente;
1 de julho de 2009: Hazel Linder, de 83 anos, e sua filha Gina Linder Parker, de 50. Foram encontradas amarradas e mortas a tiros na casa de Hazel;
2 de julho de 2009: Stephen Tyler, proprietário do Tyler Home Center, e sua filha Abby Tyler de 15 anos. Abby ainda foi levada com vida ao hospital, mas morreu dois dias depois.

## Morte
Burris foi morto no dia 6 de julho, após a polícia atender a um chamado sobre um possível assalto a uma casa na cidade de Dallas, no Condado de Gaston, na Carolina do Norte. Segundo o denunciante, havia um carro suspeito em frente a uma casa, que correspondia ao Ford Explorer usado pelo spreed killer de Gaffney.
Quando os policiais chegaram à residência, encontraram três pessoas. Após verificar que uma delas era Burris, a polícia lhe deu voz de prisão por violar sua condicional, mas o criminoso não quis se entregar e atirou nos agentes. A polícia respondeu aos tiros, matando o atirador.
Posteriormente, exames de balística, bem como evidências encontradas no veículo do criminoso, provaram que se tratava da mesma pessoa que havia cometido os crimes em Gaffney.

## Perfil psicológico do criminoso
Neil Dolan, vice-diretor da Divisão de Execuções do Estado da Carolina do Sul, relatou que "ele era imprevisível; ele era assustador; ele era estranho".

## Motivação
O motivo dos assassinatos nunca foi descoberto. Reggie Lloyd, diretor da Divisão de Execuções do Estado da Carolina do Sul, disse após a morte do criminoso: "não há evidências concretas de quais conexões ele tinha com esta comunidade [Gaffney] ou porque ele tinha como alvo essas vítimas".